# Shan Sa
Shan Sa (山飒) es una poeta y novelista chino-francesa; nació el 26 de octubre de 1972 en Pekín. Comenzó escribiendo en su lengua materna, el chino. En 1990, obtuvo el equivalente al bachillerato en China y ese mismo año se decidió a abandonar China después de lo sucedido en Tian An Men. En 1992, en Francia obtuvo el título de bachiller en letras y filosofía. Trabajó como secretaria del pintor Balthus de 1994 a 1996, la esposa de este pintor le enseñó las costumbres japonesas. Más tarde escribiría muchas novelas en francés.

## Obra
- 1983, Los Poemas de Yan Ni
- 1988, Libélula roja, poemario
- 1989, Nieve, poemario
- 1990, Que vuelva la primavera, poemario
- 1997, La porte de la paix céleste, La puerta de la paz celeste, su primera novela en lengua francesa, recibió la beca Goncourt en 1998
- 1999, Les quatre vies du saule, Las cuatro vidas del sauce, novela (Premio Cazes en 1999)
- 2000, Le Vent vif et le glaive rapide, El viento vivo y la brizna rápida, poesía
- 2001, La joueuse de go, La jugadora de go, novela (Premio Goncourt des lycéens en 2001)
- 2002, Le miroir du Calligraphe, El espejo del calígrafo, ensayo (pinturas y poesías)
- 2003, Impératrice, Emperatriz, novela